# آونگان (قروه)
آونگان روستایی از توابع دهستان یالغوزآغاج در بخش سریش‌آباد در شهرستان قروه استان کردستان ایران است. بر اساس سرشماری سال ۱۳۸۵، این روستا ۲۱۸ خانوار و نفر ۸۹۰ جمعیت داشته‌است.